# Толстоголовка-лесовик
Толстоголовка-лесовик, или толстоголовка Фавн (лат. Ochlodes sylvanus) — бабочка из семейства толстоголовок.

## Этимология названия
Sylvanus (лат. «лесной») — древнеиталийское лесное божество, отождествлявшееся с Паном..

## Ареал и места обитания
Европа, исключая Крайний Север, умеренный пояс Азии до Японии. Самый обычный вид на большей части территории Восточной Европы, где он не встречается только в поясе тундр.
Отмечен во многих местах горно-лесной части Крымского полуострова.
Бабочки населяют лесные опушки, лесные поляны, обочины и окраины дорог, открытые прогреваемые биотопы с цветоносами, луга, берега рек с присутствием кустарников и деревьев.

## Биология

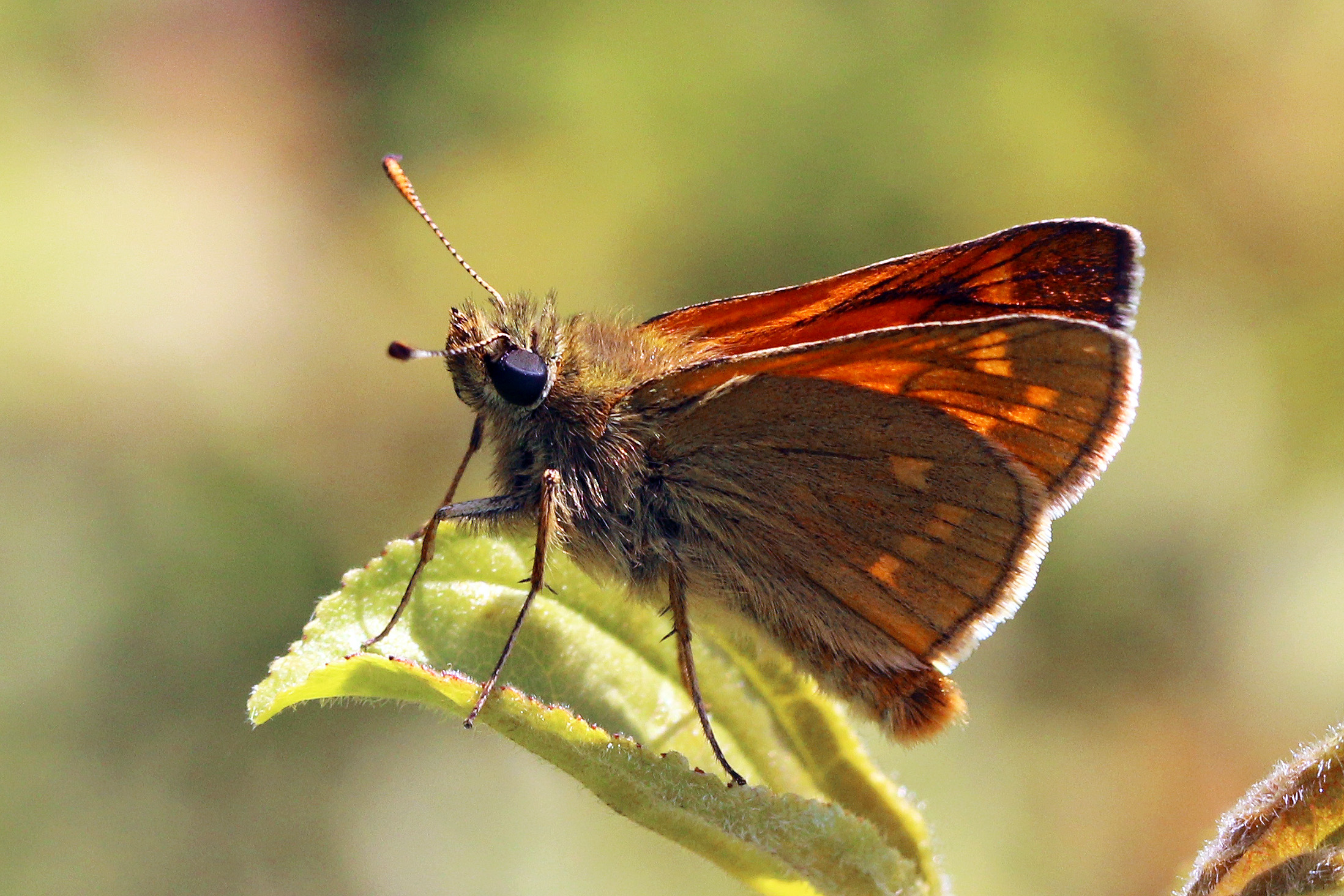

Вид развивается в одном поколении, на юге Украины — в двух. Время лёта с третьей декады мая по август включительно. Зимуют молодые гусеницы, которые, перезимовав, окукливаются в середине или конце мая. Куколка находится в лёгком коконе из свёрнутых листьев и нитей шелковины и располагается на стеблях кормового растения или на земле. Стадия куколки длится около двух недель.
Самки откладывают яйца поштучно на кормовые растения гусениц, которыми выступают коротконожка, вейник, вязель разноцветный, ежа, пырей (в т. ч. пырей ползучий), овсяница, бухарник, лядвенец (в т. ч. лядвенец рогатый), молиния голубая, тимофеевка луговая, мятлик.